# Calliophis intestinalis
Calliophis intestinalis là một loài rắn trong họ Rắn hổ. Loài này được Laurenti mô tả khoa học đầu tiên năm 1768.

## Hình ảnh

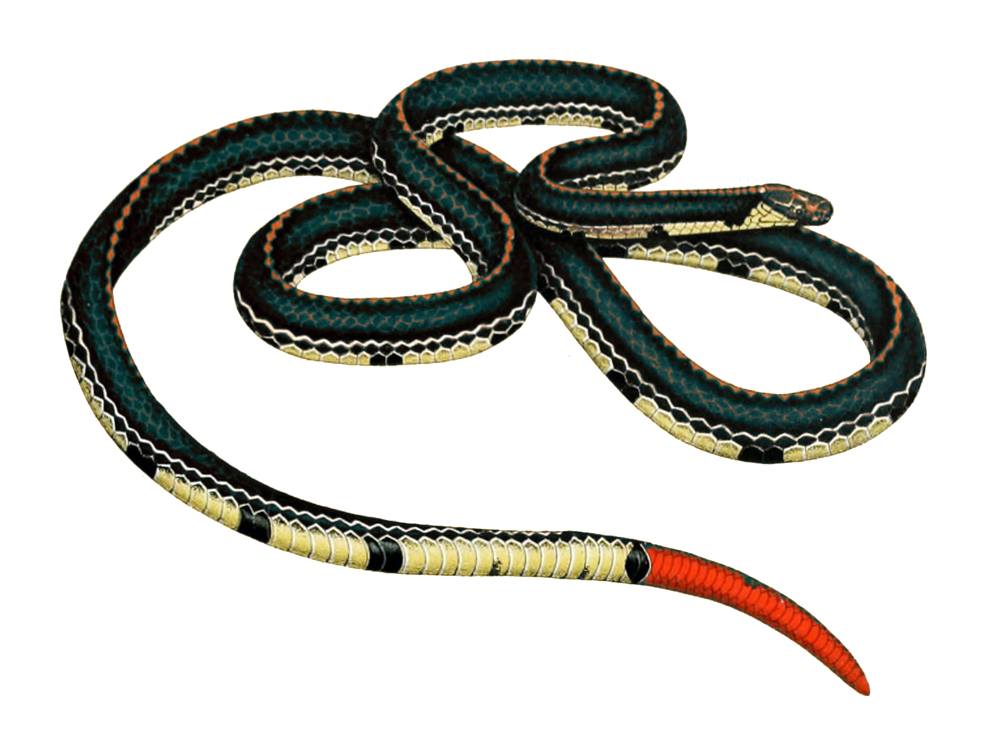
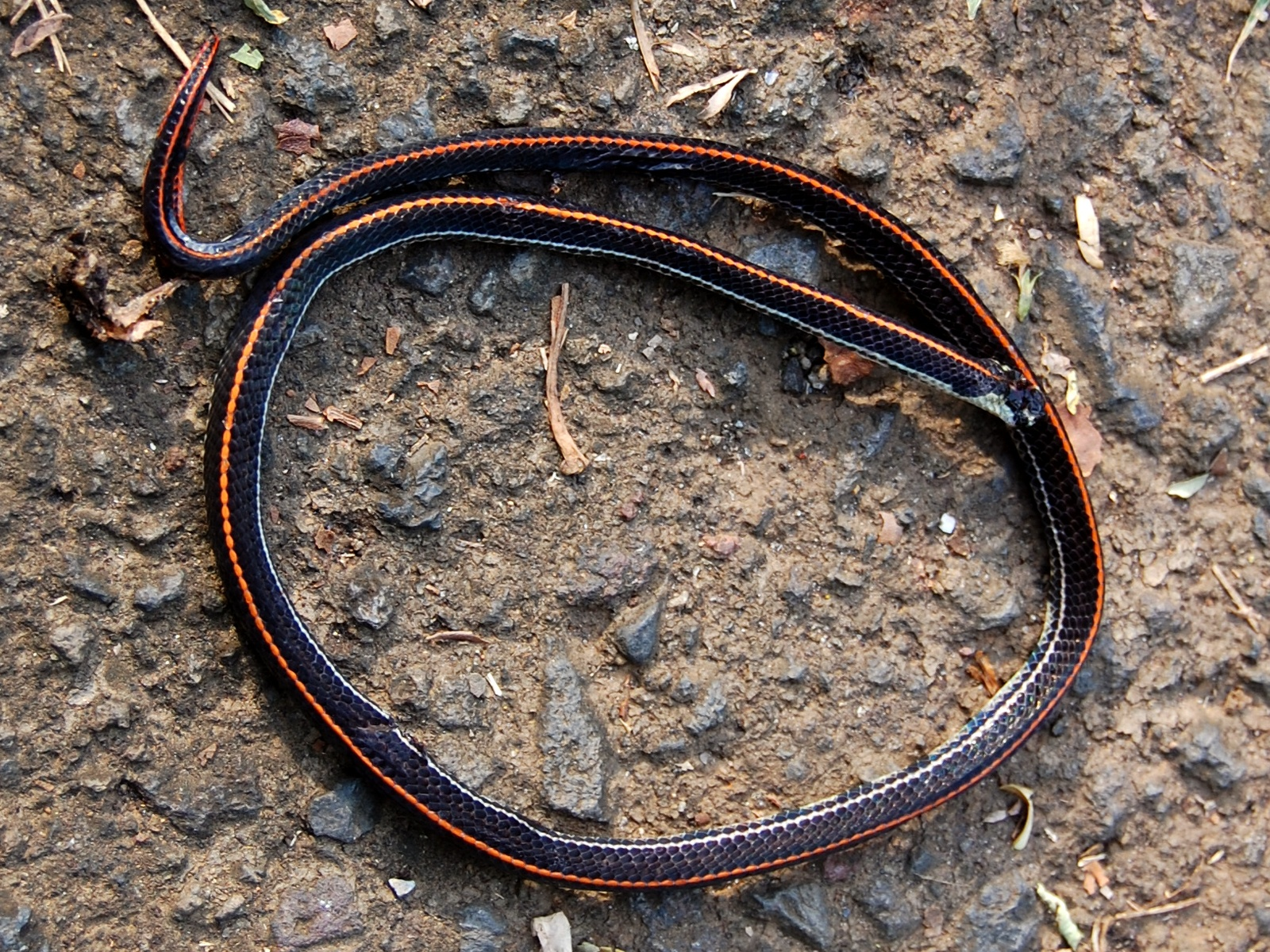
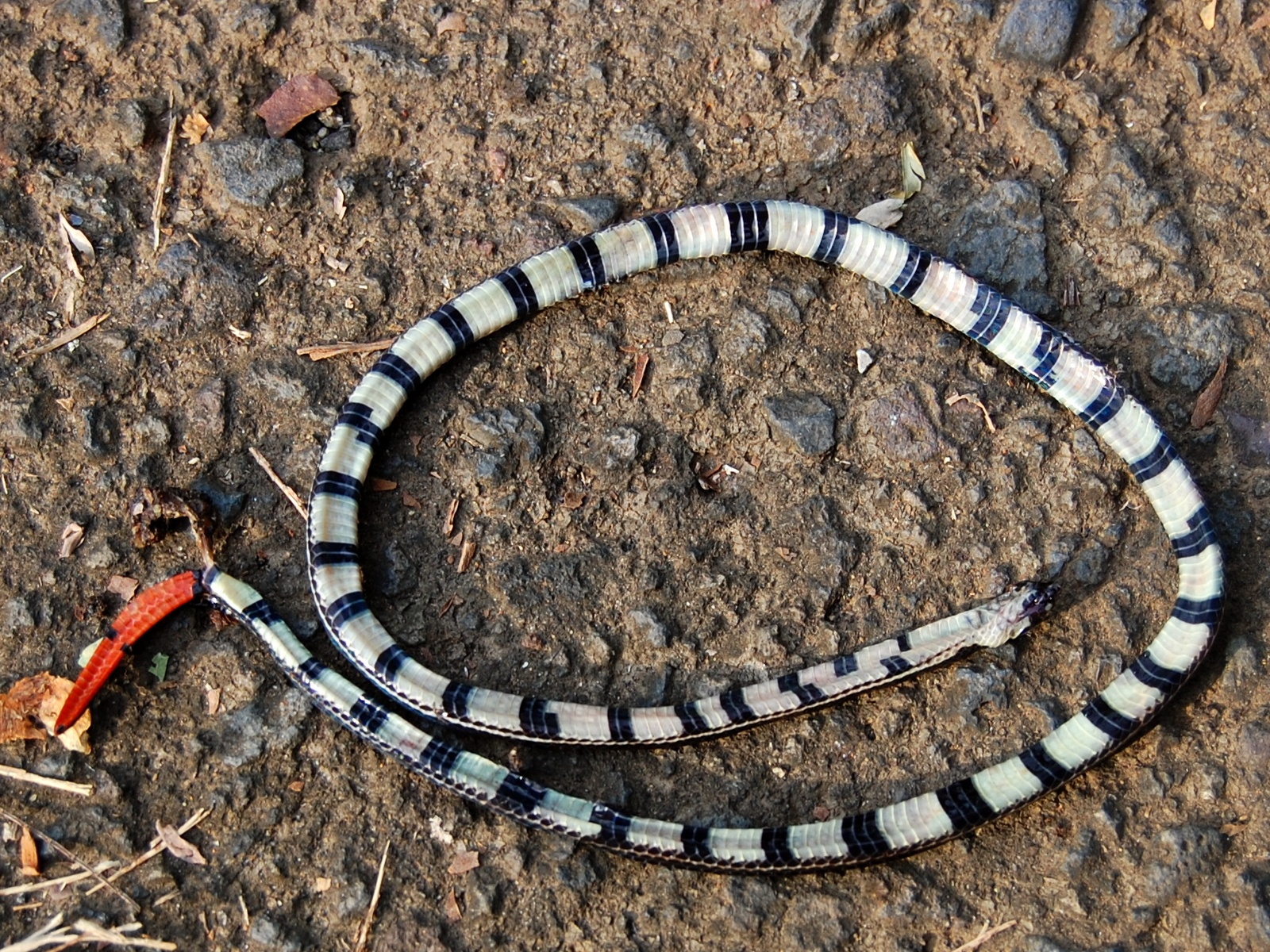
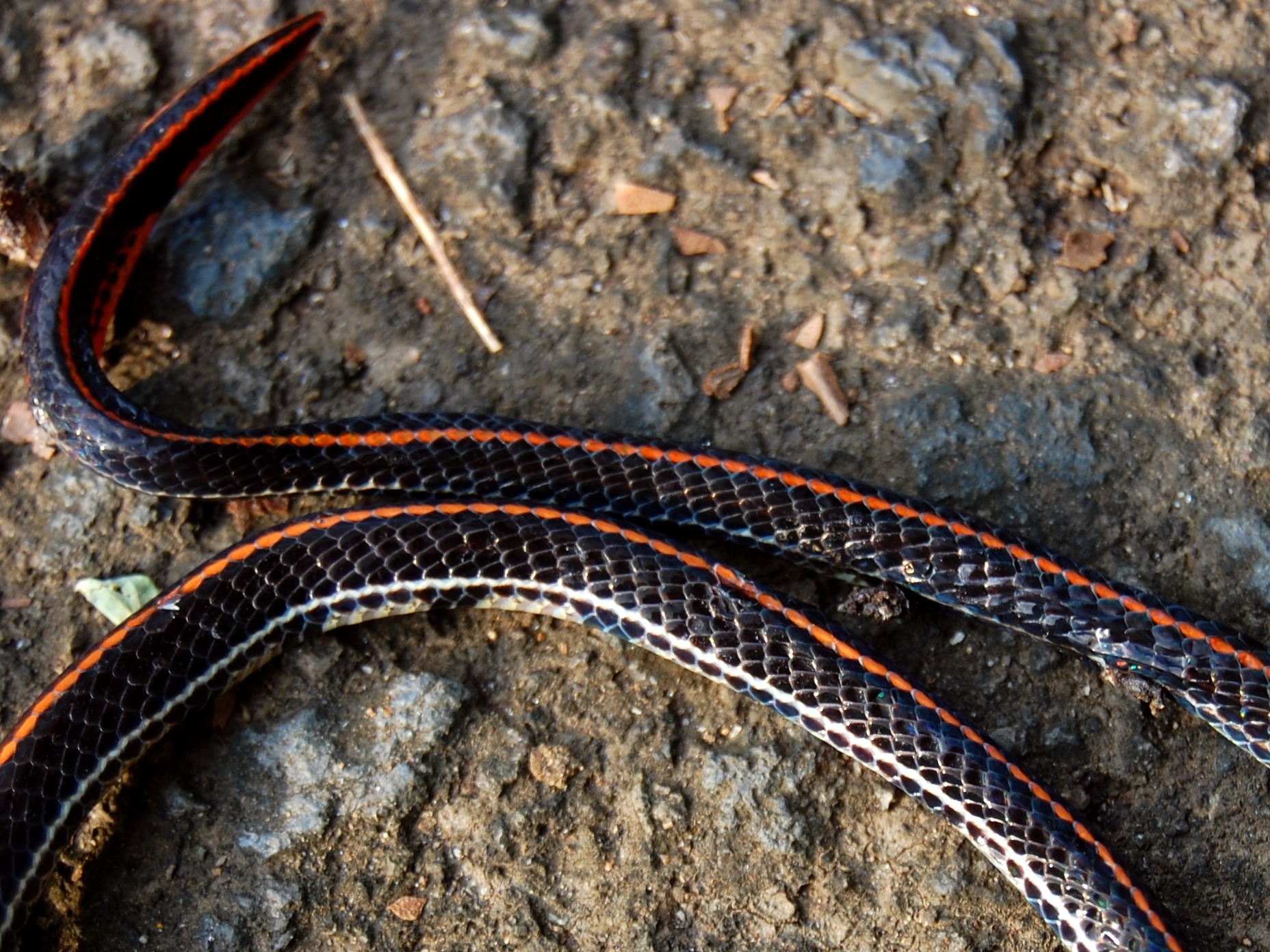